# Port Esportiu Pobla Marina
El Port Esportiu Pobla Marina és un port esportiu situat al municipi de La Pobla de Farnals, a la comarca de l'Horta Nord, al País Valencià. Compta amb 686 amarris esportius, per a una eslora màxima permesa de 25 metres, sent el seu calat en bocana de 4 metres.

## Instal·lacions
Combustible, aigua, electricitat, Travelift 40 T, grua, dutxes, pàrquing, piscina.

## Distàncies a ports propers
- Port de Castelló de la Plana 36 mn
- Port de València 8,5 mn
- Port de Gandia 33,5 mn